# Leo von Caprivi
Georg Leo von Caprivi (njem. Georg Leo Graf von Caprivi de Caprara de Montecuccoli) (24. veljače 1831. – 6. veljače 1899.) bio je njemački političar i general. Nasljedio je Otta von Bismarcka na mjestu njemačkog kancelara i tako postao drugim kancelarom njemačkog carstva. Na mjestu kancelara proveo je četiri godine (ožujak 1890. - listopad 1894.)

## Životopis
Rođen je u Charlottenburgu (Berlin) u Njemačkoj, podrijetlom je iz obitelji talijanskog i slovenskog podrijetla. Izvorno obiteljsko prezime je Kopriva, a obitelj vodi podrijetlo iz Koprivnika u  Kočevskom Rogu, Slovenija.  U vojsku je prijavljuje 1849. i služi u Austrijsko-pruskom ratu 1866. te u Francusko-pruskom ratu 1870. Od 1883. – 1888. služi kao zapovjednik carskog admiraliteta gdje pokazuje svoj talent. Bio je prvotno na mjestu zapovjednika desetina smještenih u Hannoveru, no onda ga je Vilhem III. prebacio u Berlin u veljači 1890. Nakon smjenjivanja Otta von Bismarcka postaje drugim kancelarom Njemačke.
Caprivijeva je vodio politiku novog kursa kako u vanjskoj tako i u untarnjoj politici, pomičući se prema Socijal demokratskim načelima u domaćoj i prema pro-britanskoj vanjskoj politici uključujući i Zanzibarski ugovor u kojem je Velika Britanija ustupila Njemačkoj Heligoland u zamjenu za Zanzibar. Taj potez doveo je do neprijateljstva Caprivija i njemačkih kolonijalista koji su tražili preraspodjelu kolonija, dok je Caprivijeva politika slobodnog tržišta izazvala je protivljenje konzervativnih zemljoradničkih zaštitnika.
Carpivi je 1894. otišao s funkcije kancelara zbog velike svađe između njega i pruskog premijera grofa Eulenburga. Nasljedio ga je Princ Chlodwig zu Hohenlohe-Schillingsfürst.
Po njemu je nazvana regija Caprivi u Namibiji.

## Vanjske poveznice
- Die Reden des Grafen von Caprivi im deutschen Reichstage, preussischen Landtage und besondern Anllasen "Speeches of Count von Caprivi in the German Reichstag, Prissian Landtag, and other places" in German at google Books.